# «Притулок» для підприємств-забруднювачів
«Притулок» для підприємств-забруднювачів — країна з нежорстким екологічним законодавством, яка, як вважають, представляє для діючих у ній компаній економічні переваги в порівнянні з фірмами, що функціонують у країнах з жорсткими екологічними вимогами. У ряді проведених емпіричних досліджень, спрямованих на аналіз цього припущення, показано, що насправді такої переваги не виникає.

## Ресурси Інтернету
- Еколого-економічний словник  [Архівовано 27 червня 2013 у Wayback Machine.]
- Економічна цінність природи  [Архівовано 27 вересня 2013 у Wayback Machine.]
- Концепция общей экономической ценности природных благ  [Архівовано 26 березня 2014 у Wayback Machine.]
- Традиционные и косвенные методы оценки природных ресурсов